# John Kellogg
Pour les articles homonymes, voir Kellogg.
Giles Vernon Kellogg Jr., né le 3 juin 1916 à Los Angeles (quartier d'Hollywood, Californie), ville où il est mort le 22 février 2000, est un acteur américain, connu comme John Kellogg.

## Biographie
Au théâtre où il débute, John Kellogg joue une fois à Broadway (New York) en 1938, dans la pièce Escape This Night de Robert Steiner et Harry Horner (avec Hume Cronyn).
Au cinéma, il contribue à soixante-dix films américains, les cinq premiers sortis en 1940 (dont La Jeunesse d'Edison de Norman Taurog, avec Mickey Rooney dans le rôle-titre). Il tient son ultime rôle au grand écran dans Les Enfants de l'impasse d'Alan J. Pakula (avec Albert Finney et Matthew Modine), sorti en 1987.
Entretemps, mentionnons Un homme de fer d'Henry King (1949, avec Gregory Peck et Hugh Marlowe), le western L'Ange des maudits de Fritz Lang (1952, avec Marlène Dietrich et Arthur Kennedy) et Volupté de Ranald MacDougall (1961, avec Gina Lollobrigida et Anthony Franciosa).
À la télévision américaine, John Kellogg apparaît dans soixante-quatre séries, depuis The Lone Ranger (un épisode, 1949) jusqu'à Un flic dans la mafia (un épisode, 1990).
Dans l'intervalle, citons Les Aventures de Superman (trois épisodes, 1952-1953), Bonanza (cinq épisodes, 1963-1968), Opération Danger (trois épisodes, 1971-1972) et Hôpital St Elsewhere (quatre épisodes, 1987).
S'ajoutent sept téléfilms, le premier diffusé en 1966, le dernier en 1989.

## Théâtre à Broadway (intégrale)
- 1938 : Escape This Night de Robert Steiner et Harry Horner, mise en scène de Robert Steiner, décors d'Harry Horner, costumes d'Helene Pons : un marine / un étudiant

## Filmographie partielle

### Cinéma
- 1940 : La Jeunesse d'Edison (Young Tom Edison) de Norman Taurog : Bill Edison
- 1942 : Les Chevaliers du ciel (Captains of the Clouds) de Michael Curtiz : l'aviateur Lawrence
- 1942 : Jeux dangereux (To Be or Not to Be) d'Ernst Lubitsch : un aviateur polonais
- 1945 : Le Commando de la mort (A Walk in the Sun) de Lewis Milestone : Riddle

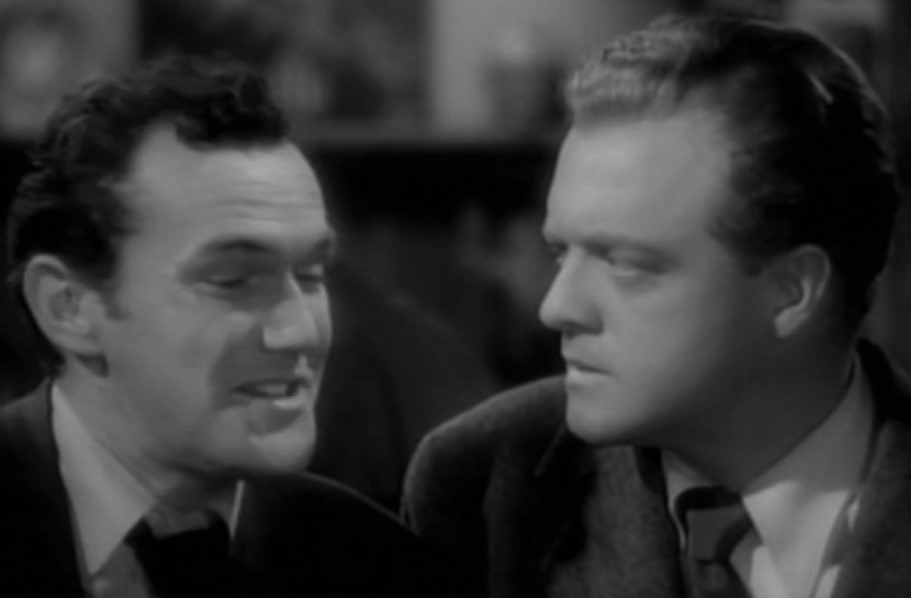
Avec Van Heflin (à d.), dans L'Emprise du crime (1946)

- 1946 : L'Emprise du crime (The Strange Love of Martha Ivers) de Lewis Milestone : Joe
- 1947 : La Griffe du passé (Out of the Past) de Jacques Tourneur : Lou Baylord
- 1947 : L'Heure du crime (Johnny O'Clock) de Robert Rossen : Charlie
- 1947 : J'accuse cette femme (Mr. District Attorney) de Robert B. Sinclair
- 1947 : Mac Coy aux poings d'or (Killer McCoy) de Roy Rowland : Svengross
- 1947 : Un gangster pas comme les autres (The Gangster) de Gordon Wiles : Sterling
- 1948 : La Cité de la peur (Station West) de Sidney Lanfield : Ben
- 1949 : La Maison des étrangers (House of Strangers) de Joseph L. Mankiewicz : Danny
- 1949 : Un homme de fer (Twelve O'Clock High) d'Henry King : Major Cobb
- 1949 : La Brigade des stupéfiants (Port of New York) de László Benedek : Lenny
- 1949 : J'ai épousé un hors-la-loi (Bad Men of Tombstone)
- 1950 : Kansas en feu (Kansas Raiders) de Ray Enright : le meneur des « Red Legs »
- 1950 : Hunt the Man Down de George Archainbaud : Kerry « Lefty » McGuire
- 1951 : La Femme à abattre (The Enforcer) de Bretaigne Windust et Raoul Walsh : Vince
- 1951 : Feu sur le gang (Come Fill the Cup) de Gordon Douglas : Don Bell
- 1951 : Les Amants du crime (Tomorrow Is Another Day) de Felix E. Feist : Dan Monroe
- 1952 : Sous le plus grand chapiteau du monde (The Greatest Show on Earth) de Cecil B. DeMille : Harry
- 1952 : L'Ange des maudits (Rancho Notorious) de Fritz Lang : Jeff Factor
- 1952 : L'Heure de la vengeance (The Raiders) de Lesley Selander : Jack Welch
- 1953 : Le Fouet d'argent (The Silver Whip) d'Harmon Jones : Slater
- 1957 : L'Homme qui tua la peur (Edge of the City) de Martin Ritt : le détective
- 1961 : Volupté (Go Naked in the World) de Ranald MacDougall : Cobby, le détective de l'hôtel
- 1962 : Convicts 4 de Millard Kaufman
- 1987 : Les Enfants de l'impasse (Orphans) d'Alan J. Pakula : Barney

### Télévision

#### Séries
- 1949 : The Lone Ranger

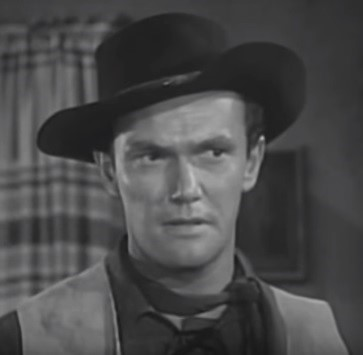
Dans la série-western The Lone Ranger, épisode Le Retour du condamné (1949)

  - Saison 1, épisode 12 Le Retour du condamné (Return of the Convict) : John Ames
- 1952-1953 : Les Aventures de Superman (Adventures of Superman)
  - Saison 1, épisode 6 Night of Terror (1952) de Lee Sholem : Mitch
  - Saison 2, épisode 1 Five Minutes to Down (1953 - Turk) de Thomas Carr et épisode 2 The Big Squeeze (1953 - Luke Maynard) de Thomas Carr
- 1954 : Inner Sanctum
  - Saison unique, épisode 31 Récompense pour Janie (Reward for Janie - Feller) et épisode 33 Le Solitaire (The Lonely One - Rosen)
- 1956 : Studio One
  - Saison 8, épisode 21 The Silent Gun : Thorpe
  - Saison 9, épisode 7 The Landlady's Daughter : Ike
- 1960 : Laramie
  - Saison 2, épisode 4 Ride the Wild Wind de Francis D. Lyon : Pike
- 1960 : One Step Beyond
  - Saison 2, épisode 34 La Gitane (Gypsy) de John Newland : Folger
  - Saison 3, épisode 6 Le Pouvoir de la haine (Moment of Hate) de John Newland : Dr Llewellyn
- 1961 : Maverick
  - Saison 4, épisode 20 The Ice Man de Charles F. Haas : Ben Stricker
- 1962 : Les Incorruptibles (The Untouchables)
  - Saison 3, épisode 13 La Guerre des trafiquants (The Gang War) de Paul Wendkos et épisode 20 L'Histoire de Maggie Storm (The Maggie Storm Story) de Stuart Rosenberg : Lucky Quinn
  - Saison 4, épisode 12 Les Loups entre eux (Doublecross) de Paul Wendkos : Striber
- 1962-1969 : Gunsmoke ou Police des plaines (Gunsmoke ou Marshal Dillon)
  - Saison 7, épisode 26 Durham Bull (1962) : Lou Silva
  - Saison 9, épisode 9 Ex-Con (1963) : Leo Pitts
  - Saison 11, épisodes 18 et 19 The Raid (Parts I & II, 1966) de Vincent McEveety : T. R. Stark
  - Saison 13, épisode 16 The Victim (1968) de Vincent McEveety : Shérif Joe Wood
  - Saison 14, épisode 23 The Intruder (1969) de Vincent McEveety : Henry Decker
- 1963 : Rawhide
  - Saison 5, épisode 19 Le Jour du jugement (Incident of Judgment Day) de Thomas Carr : Leslie Bellamy
- 1963 : 77 Sunset Strip
  - Saison 6, épisode 14 Paper Chase : Greg Payton
- 1963-1968 : Bonanza
  - Saison 5, épisode 6 La Force et la Loi (A Question of Strength, 1963 - Stager) de Don McDougall et épisode 24 Un shérif trop vieux (No Less a Man, 1964 - Bud Wagner) de Don McDougall
  - Saison 6, épisode 5 Le Trésor de Logan (Logan's Treasure, 1964) de Don McDougall : Frank Reed
  - Saison 9, épisode 3 Les Conquistadors (The Conquistadores, 1967) : Bill Anderson
  - Saison 10, épisode 3 Les Clairons du passé (Salute to Yesterday, 1968) : Sergent Ordy
- 1964 : Suspicion (The Alfred Hitchcock Hour)
  - Saison 2, épisode 18 Final Escape de William Witney : le premier garde
- 1964 : Au-delà du réel (The Outer Limits)
  - Saison 1, épisode 22 La Plante inconnue (Specimen Unknown) de Gerd Oswald : Colonel Nathan Jennings
- 1964 : Le Fugitif (The Fugitive)
  - Saison 2, épisode 10 The Cage de Walter Grauman : Chrisman
- 1964-1969 : Le Virginien (The Virginian)
  - Saison 3, épisode 11 All Nice and Legal (1964 - Seth Potter) de Don McDougall et épisode 20 Lost Yesterday (1965 - Sam Barton) de Don McDougall
  - Saison 5, épisode 2 Ride to Delphi (1966) : le shérif
  - Saison 7, épisode 14 Stopover (1969) : Mel Dover
- 1966 : Laredo
  -     - Saison 1, épisode 17 Above the Law de Richard Benedict : Brad Scanlon
- 1966-1967 : Peyton Place
  - Saison 3, 45 épisodes : Jack Chandler
- 1966-1969 : Daniel Boone
  - Saison 2, épisode 23 Gun-Barrel Highway (1966) de John Florea : Cassady
  - Saison 6, épisode 10 The Cache (1969) de Nathan Juran : Swanson
- 1968 : Les Envahisseurs (The Invaders)
  - Saison 2, épisode 20 L'Organisation (The Organization) de William Hale : Dom
- 1968 : Les Mystères de l'Ouest (The Wild Wild West)
  - Saison 3, épisode 22 La Nuit de l'amnésique (The Night of the Amnesic) de Lawrence Dobkin : Rusty
- 1971 : The Bold Ones: The Lawyers
  - Saison 2, épisode 6 The Search for Leslie Grey de Richard Benedict : Lieutenant Miller
- 1971-1972 : Opération Danger (Alias Smith and Jones)
  - Saison 1, épisode 9 Stagecoach Seven (1971) de Richard Benedict : Joe
  - Saison 2, épisode 22 What's in It for Mia? (1972) : un dealer
  - Saison 3, épisode 9 The Strange Fate of Conrad Meyer Zulick (1972) : Meade
- 1974 : Police Story
  - Saison 1, épisode 19 Fingerprint : Lieutenant Ben Karp
- 1977 : Kojak
  - Saison 4, épisode 24 Plus près de toi ma sœur (Sister Maria) d'Ernest Pintoff : Marvin Rubicoff
- 1987 : Hôpital St Elsewhere (St Elsewhere)
  - Saison 6, épisode 7 Handoff de David Morse, épisode 8 Heart On, épisode 10 No Chemo, Sabe? d'Eric Laneuville et épisode 11 A Couple White Dummies Sitting Around Talking de David Morse : Henry Spooner
- 1990 : Un flic dans la mafia (Wiseguy)
  - Saison 3, épisode 13 McPike père et fils (Meet Mike McPike) : Mike McPike

#### Téléfilms
- 1966 : The Doomsday Flight de William A. Graham : Seaton
- 1970 : Night Slaves de Ted Post : M. Fletcher
- 1972 : Los Bravos de Ted Post : Sergent-major Marcy
- 1975 : The Silence (en) de Joseph Hardy : le président de la cour
- 1986 : Justice aveugle (en) (Blind Justice) de Rod Holcomb : le père de Jim